# Джунгарський Алатау

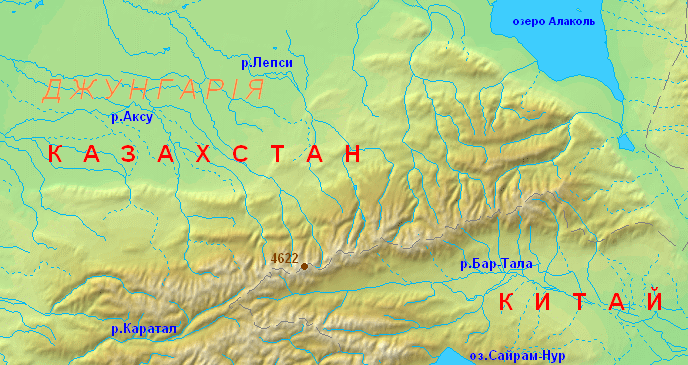
Джунгарське Алатау

Джунгарський Алатау, Жетисуйський Алатау, Семиріченський Алатау — гірський масив в Азії, розташований на кордоні Казахстану та Китаю, між долиною річки Ілі на південному заході та озером Алаколь на північному сході. Названий за назвою навколишнього регіону.
Довжина масиву становить 450 км, ширина від 50 до 90 км, найбільша висота 4 622 м (пік Семенова-Тяньшаньського). У східній частині гір знаходиться Джунгарська брама — прохід, який протягом багатьох століть використовувався для вторгнення до Средньої Азії. Вітри, що дмуть через Джунгарську браму, є одними з найпотужніших вітрів Євразії. Сайкан — в перекладі з китайського «Володар Луків», або, згідно з іншим перекладом, «Кривавий вітер», вітер-руйнівник, дме з боку Казахстану до Китаю, і Ебі — дме з боку озера Ебі-Нур з території Китаю до Казахстану.
Масив має типову середньоазійську природу, але має і деякі риси переходу до природи гір Південного Сибіру.
Вершини гір вкриті льодовиками. Наприкінці XIX ст. вони досліджувались С. Є. Дмітрієвим та В. В. Сапожніковим. На початку XX ст. починається масове їхнє дослідження. У верхів'ях лівих витоків річки Лепси були описані льодовики Сатпаєва (на честь Сатпаєва К. І. — казахського геолога та академіка), Валіханова (на честь Валіханова Ч. Ч. — казахського вченого та мандрівника), а також вершини — піки Берга, Сатпаєва, Валіханова. Встановлено, що площа усіх 724 льодовиків становить 956 км², найбільший з яких льодовик Джамбула (інша назва — льодовик Абая) має довжину 8 км та площу 21 км².

## Орографічний поділ
Джунгарський Алатау поділяється на 2 основні частини: Північний Центральний хребет та Південний Центральний хребет, з'єднані між собою Коксу-Бороталинською перемичкою. Кожен з осьових хребтів утворений великою кількістю дрібних хребтів чи масивів, а також ще більшою кількістю відрогів, які відходять в різні боки від основного хребта.

### Північний Центральний хребет
За різними даними північний осьовий хребет починається або з хребта Каратау, що лежить по лівому березі річки Кора, або з гір Миншукир, що проходять уздовж правого берега річки Кора.
| Гірський масив    | Довжина, км | Найвища точка, м    | Схема                             |
| ----------------- | ----------- | ------------------- | --------------------------------- |
| Актишкан, гори    | 4           | 2512,4              |                                   |
| Арасан, гори      | 8           | 3569,6              |                                   |
| Жаманколь, хребет | 13          | 3483,0              |                                   |
| Каратау, гори     | 14          | 3310,9              |                                   |
| Каратау, хребет   | 8           | 3587,0 гора Асилбай |                                   |
| Каратау, хребет   | 19          | 3000,1              |                                   |
| Койтас, хребет    | 15          | 3386,5              |                                   |
| Коктобе, гори     | 4           | 2638,4              | Файл:DjungarAlatau(Koktobe).PNG   |
| Минжилга, гори    | 6           | 3016,0              |                                   |
| Миншукир, гори    | 34          | 2841,5              |                                   |
| Сандик, гори      | 6           | 2614,9              | Файл:DjungarAlatau(Sandyk).PNG    |
| Суик-Тобе, хребет | 11          | 3223,0              | Файл:DjungarAlatau(Suyk-Tobe).PNG |
| Тіліктор, гори    | 4           | 2532,5              | Файл:DjungarAlatau(Tiliktor).PNG  |
| Шопабай, гори     | 7           | 2426,6              | Файл:DjungarAlatau(Shopabai).PNG  |